# Chad Channing
Chad Channing (ur. 31 stycznia 1967 w Santa Rosa w USA) – amerykański muzyk i perkusista. Chad początkowo grał na gitarze basowej, lecz zaniepokojeni postępującym zanikiem mięśni nóg syna rodzice postanowili kupić perkusję, która stała się lekarstwem na dolegliwości Channinga. Znany przede wszystkim z występów w grupie muzycznej Nirvana (1988 – 1990). W 1989 roku z Nirvaną nagrał debiutancki album grupy Bleach. Na własną prośbę opuścił zespół w czerwcu 1990 roku, a jego miejsce zajął Dave Grohl. Po odejściu Chad Channing brał jeszcze udział w nagrywaniu płyty Incesticide – jego perkusję można usłyszeć w Big Long Now, Dive i Stain. Obecnie Channing gra w zespole East of the Equator.

## Filmografia
| Tytuł                   | Rok  | Rola                     | Uwagi                                      | Źródło |
| ----------------------- | ---- | ------------------------ | ------------------------------------------ | ------ |
| Cobain: Montage of Heck | 2015 | jako on sam (mat. arch.) | film dokumentalny, reżyseria: Brett Morgen | [ 2 ]  |